# Museo Internazionale delle marionette Antonio Pasqualino
Das Museo internazionale delle marionette Antonio Pasqualino (Internationales Marionettenmuseum Antonio Pasqualino) ist ein historisches, kulturelles und ethnografisches Museum in Palermo und ist eine museographische Einrichtunge im Bereich des nationalen, internationalen und zeitgenössischen Figurentheaters.
Es wurde 1975 von der Vereinigung zur Erhaltung der Volkstraditionen (Associazione per la conservazione delle tradizioni popolari) gegründet und beherbergt eine Sammlung von über 5.000 Werken, darunter Marionetten, Puppen, Schattenspielern, Automaten und Bühnenmaschinen aus der ganzen Welt. Das Museum beherbergt die größte und umfassendste Sammlung von Puppen aus Palermo, Catania und Neapel und ist ein einzigartiges Zentrum für die Bewahrung, Erhaltung, Aufwertung, Förderung und Verbreitung des mit dieser für die Identität des Gebiets repräsentativen Theaterpraxis verbundenen Erbes.
Ursprünglich im Palazzo Fatta del Bosco an der Piazza Marina in Palermo untergebracht, befinden sich das Museum und die zugehörige Bibliothek für Volkskunde Giuseppe Leggio (ca. 30.000 Bände) heute in der Piazzetta Niscemi, hinter der Westseite der Piazza Marina.
Die Sammlung wurde durch  Materialien aus anderen Figurentheatertraditionen bereichert, die von der UNESCO zu Meisterwerken des mündlichen und immateriellen Erbes der Menschheit erklärt wurden, sowie durch Marionetten zeitgenössischer Künstler, die im Rahmen der neuen Produktionen des Museums entstanden sind.
Aufgrund der Korrelation und Synergie zwischen seinen Aktivitäten und Funktionen, wurde das Museum, das sich immer mehr zu einem „Museum der Performance“ entwickelt hat, 2001 mit dem anthropologischen Preis Costantino Nigra und im Oktober 2017 mit dem Preis „Museum des Jahres“ von ICOM Italien ausgezeichnet, der seine Attraktivität für das Publikum würdigt.

## Geschichte
Die Geschichte des Museums ist untrennbar mit seinem 1995 verstorbenen Gründer Antonio Pasqualino verbunden, einem Chirurgen und  Anthropologen aus Palermo, der sich, in der zweiten Hälfte des 20. Jahrhunderts, für den Erhalt, die Förderung und die Wiederbelebung der Opera dei Pupi, in einer Zeit der tiefen Krise dieser Theaterpraxis, einsetzte. Zusammen mit einer Gruppe von Intellektuellen, gründete er 1965 den Verein zur Erhaltung der Volkstraditionen (Associazione per la conservazione delle tradizioni popolari) und sammelte, zusammen mit seiner Frau Janne Vibaek, viele Exemplare: von den Bühnentexten über die Puppen bis hin zu den kleinen Theatern und der Einrichtung, um sie vor der Zerstörung und dem Vergessen zu retten.
Der wirtschaftliche und soziale Wandel in Italien und Sizilien in der Mitte des letzten Jahrhunderts führte nämlich dazu, dass sich das traditionelle Publikum - hauptsächlich Männer aus den subalternen Klassen – abwandte. Das lag daran, dass das Publikum begann, sich nicht mehr in den Modellen wiederzuerkennen, die die Geschichten und Figuren in den Shows darstellten. Da sie ihr traditionelles Publikum verloren hatten, begannen die Puppenspieler in ganz Sizilien, ihre Theater zu schließen, um einträglichere Tätigkeiten auszuüben, und verkauften, veräußerten oder verschenkten oft ihre so genannten Mestieri, d. h., die für die Aufführung der Stücke erforderlichen Gegenstände.
Nach zehn Jahren intensiver Tätigkeit, gründete der Verein 1975 das Internationale Puppenmuseum mit dem Ziel, der Stadt das Erbe zurückzugeben, das Antonio Pasqualino in der Zwischenzeit erworben hatte: ein Puppenoperhandwerk (Mestiere di opera dei pupi) aus der Schule von Palermo, das der historischen Familie von Gaspare Canino gehörte, und eines aus der Schule von Catania, an dem Theater von Natale Meli.
Von Anfang wurde die rein museologische Tätigkeit der Bewahrung und des Schutzes des Kulturerbes mit einer intensiven Theatertätigkeit kombiniert. Die erste Rassegna dell’opera dei pupi (Puppentheatervorstellung) wurde organisiert, zu der jährliche Puppenspieler aus ganz Sizilien eingeladen wurden. Das Ziel war, die Beziehungen zwischen den sizilianischen Puppenspielern und dem Publikum zu stärken und so die Weitergabe des umfangreichen Wissens, das sie bewahren, zu fördern.
1985 wurde die Puppentheatervorstellung in das Festival di Morgana umgewandelt, und öffnete sich für Figurentheatertraditionen aus anderen Ländern der Welt und für zeitgenössische Kunst. Noch heute organisiert das Museum das Festival jährlich, lädt traditionelle und zeitgenössische Ensembles aus Italien und dem Ausland ein und ergänzt die Theaterprogramme durch Ausstellungen, Konferenzen und pädagogische Workshops.

### Associazione per la conservazione delle tradizioni popolari
Associazione per la conservazione delle tradizioni popolari (Der Verein zur Bewahrung der Volkstraditionen) wurde 1965 von Antonio Pasqualino unter Mitwirkung einer Gruppe von Wissenschaftlern und Intellektuellen gegründet.
Seit mehr als fünfzig Jahren setzt sich der Verein für die Erhaltung der volkstümlichen Traditionen und insbesondere für die Erhaltung und Förderung des Theaters Opera dei Pupi ein. Die Puppenoper wurde im Mai 2001 von UNESCO zum Meisterwerk des mündlichen und immateriellen Erbes der Menschheit erklärt und 2008 in die Repräsentative Liste des immateriellen Kulturerbes aufgenommen.
Im Jahr 2018 förderte der Verein die Gründung des „Italienischen Netzwerks der Organisationen zum Schutz, zur Förderung und zur Aufwertung der Opera dei Pupi“, das vom Ministerium für Kulturerbe und Tourismus als territoriale Einrichtung anerkannt wurde, die für den Schutz und die Darstellung der Tradition der sizilianischen Puppenoper zuständig ist. Das Netzwerk vereint 12 sizilianische Puppenspieler und mehrere italienische Kultur- und Forschungseinrichtungen (darunter das Zentralinstitut für Immaterielles Kulturerbe, die Italienische Gesellschaft für Museographie und Demoethnoanthropologisches Erbe-SIMBDEA, die Ignazio Buttitta Stiftung und der Kulturverein KIKLOS). Der Verein ist als Referent des Netzwerks für die Ausarbeitung des „Maßnahmenplans zum Schutz der sizilianischen Puppenoper “ verantwortlich, der eine wirksame Planung von Maßnahmen zum Schutz, zur Förderung und zur Aufwertung des Elements Puppenoper, im Rahmen eines Projekts der partizipativen Governance und der nachhaltigen Entwicklung im Einklang mit den operativen Leitlinien des Übereinkommens zum Schutz des immateriellen Kulturerbes fördern soll.
Darüber hinaus wurde die Vereinigung 2014 als beratende Nichtregierungsorganisation beim Zwischenstaatlichen Ausschuss für Immaterielles Kulturerbe der UNESCO akkreditiert (Registrierungsnummer NGO-90316); 2015 wurde der Verein in das Nationale Forschungsregister des MIUR eingetragen (Identifikationscode 61993JYI) und seit 2018 gehört er zu den vom Ministerium für kulturelles Erbe und Aktivitäten anerkannten Kulturinstituten von bedeutendem und gesichertem Wert. 2019 wurde er schließlich in dem AICI - Verband der italienischen Kulturinstitute - aufgenommen.

### Museum für Performance
Seit seiner Gründung hat das Internationale Marionettenmuseum Antonio Pasqualino Museums- und Aufführungstätigkeiten miteinander verbunden: zunächst durch die Wiederaufführung der Tradition, später auch mit Forschung und Innovation, wodurch es zu einem der erfolgreichsten Beispiele museografischer Forschung zum Theater wurde. Es ist also nicht als ein Ort der Bewahrung toter Dinge konfiguriert, sondern erzwingt eine eigene Physiognomie, in der sich die Forschung und die Betrachtung der Puppenoper überschneiden und den Weg für eine Reflexion über die Rolle der museografischen Tätigkeit in ihrer Beziehung zur Artikulation der Realität öffnen. Die Interdependenz der verschiedenen Funktionen und Aktivitäten des Museums, darunter auch das Festival di Morgana - Rassegna di pratiche teatrali tradizionali (Rückblick auf traditionelle Theaterpraktiken) ist somit offensichtlich und ermöglicht bedeutende vertiefte Studien des sizilianischen und süditalienischen Repertoires. Darüber hinaus gibt diese Interdependenz den Puppenspielern eine Dimension beruflicher Würde zurück und legt den Grundstein für ein Studium außereuropäischer Theaterpraktiken, das nicht nur das Figurentheater im engeren Sinne, sondern auch traditionelle rituelle Theaterformen umfasst. Seitdem hat sich die Theatertätigkeit des Museums auf die Produktion innovativer Aufführungen in Zusammenarbeit mit Schriftstellern, Malern, bildenden Künstlern und zeitgenössischen Musikern (wie Calvino, Guttuso, Kantor, Baj und Pennisi) ausgedehnt. Dies ermöglichte den Erwerb von Materialien von großem künstlerischem Interesse und festigte das Image als Museum der Performance und der Verantwortung für das Erbe, dass seine eifrige Tätigkeit zwischen vergleichender Forschung, museografischen Experimenten, Wiederaufführung und Unterstützung von Puppenspielern fortsetzt.

## Die Sammlung
In der Ausstellung kann der Besucher eine umfangreiche Sammlung bewundern, die aus über 5.000 animierten Figuren (Puppen, Marionetten, Schattenpuppen), Bühnenausstattungen und Plakaten nationaler und internationaler Herkunft besteht. Acht Theaterformen aus verschiedenen Kulturen und Traditionen, die von der UNESCO zu Meisterwerken des mündlichen und immateriellen Erbes der Menschheit erklärt wurden, sowie zeitgenössische Künstlerpuppen, die im Rahmen der neuen Produktionen des Museums entstanden sind, schmücken das Museum.

### Die Puppenoper und andere UNESCO-Welterbestätten
Der erste Kern der Sammlung bestand aus Exemplaren der sizilianischen Puppenoper. Heute beherbergt das Museum die größte und umfassendste Sammlung von Puppen aus Palermo, Catania und Neapel, darunter komplettes Material aus drei Theatern: eine aus der palermitanischen Tradition, die Gaspare Canino aus Alcamo gehörte; eine aus der catanischen Tradition, die Natale Meli aus Reggio Calabria gehörte; und eine aus der neapolitanischen Tradition, die der Familie Perna aus Frattamaggiore gehörte. Die älteste Puppe des Museums aus dem Jahr 1828, die der Familie Canino gehörte, schmückt die Sammlung „Carinda“. Nach der Familientradition war die Puppe die erste bewaffnete Puppe, die von Don Liberto Canino gebaut wurde.
Das Museum zeigt auch andere Sammlungen, die von der UNESCO zu Meisterwerken des mündlichen und immateriellen Erbes der Menschheit erklärt wurden: das japanische Ningyo Johruri Bunraku, das indonesische Wayang Kulit, das kambodschanische Schattentheater Sbek Thom, die nigerianisch-beninischen Marionettenmasken namens Gelede, das koreanische Marionettentheater Namsadang Nori - Kkoktu-gaksi Norum, das türkische Karagöz und die srilankischen Rūkada Nātya Marionetten.

### Animierte Figuren in Europa und im Osten
Bemerkenswert ist auch die Sammlung von Marionetten und Puppen aus Norditalien, Süditalien (wie die neapolitanische Guarrattelle und die sizilianische Tutui) und anderen europäischen Ländern. Das Museum zeigt auch zahlreiche Exponate aus Asien: indische Schattenpuppen, Stabpuppen und zweidimensionale javanische Figuren (Wayang golek und Wayang klitik), burmesische Schnurpuppen (yoke thai tabin) und indische (kathputli), Wasserpuppen aus Vietnam (mua roi nuoc), Schattenpuppen aus Malaysia, Siam und China. Aus Ozeanien eine seltene Marionette von den Neuen Hebriden (Temes nevinbur).

### Afrikanische Zeichentrickfiguren
Wertvoll ist auch die Sammlung animierter Figuren aus Afrika, wo das Marionettentheater reich an verschiedenen Formen und Erscheinungsformen ist und sowohl sakrale als auch spielerische Aspekte aufweist. Das Museum zeigt malische Marionetten namens Do, die zum Bambara-Theater gehören, dem ersten afrikanischen Marionettentheater, das in Europa bekannt wurde; die bereits erwähnten Gelede aus Nigeria-Benin und die kongolesischen Stabpuppen namens Kebe kebe, die von den Mbochi und Kuyu verwendet werden und hauptsächlich mit dem Ahnenkult verbunden sind.

### Der Zeitgenosse
Im Wintergarten, der auch für temporäre Aufführungen genutzt wird, und im Theatersaal sind zeitgenössische Kunstwerke zu sehen, die für drei Shows geschaffen wurden, die das Internationale Puppenmuseum in den 1980er und 1990er Jahren in Zusammenarbeit mit international bekannten Persönlichkeiten produziert hat: die Bühnenbilder von Renato Guttuso für das Stück Foresta-radice-labirinto von Italo Calvino unter der Regie von Roberto Andò (1987); die Marionetten und Bühnenmaschinen des polnischen Künstlers und Regisseurs Tadeusz Kantor für das Stück Macchina dell'amore e della morte (1987) und die Marionetten von Enrico Baj für das Stück Le bleu-blanc-rouge et le Noir dell'Arc-en-terre von Massimo Schuster (1990). Kürzlich wurden die Tischmarionetten erworben, die Enrico Baj für zwei andere Vorstellungen von Massimo Schuster angefertigt hat: Roncesvalles und Mahabharata.

### Route der Ausstellung
Das Museum erstreckt sich über drei Etagen und beherbergt zahlreiche Ausstellungsräume, eine Buchhandlung, eine Bibliothek, eine Videothek, eine Kassettenbibliothek und einen Saal, in dem ein umfangreiches Theaterprogramm aufgeführt werden kann.
| Erdgeschoss | Ticketschalter                                                                     |
| Erdgeschoss | Buchhandlung                                                                       |
| Erstes Geschoss | Wayang kulit und wayang klitik, indonesische Schatten                              |
| Erstes Geschoss | Sbek Thom, kambodschanische Schatten                                               |
| Erstes Geschoss | Tholobomalatta und Togalu bombe, indianische Schatten aus Andra Pradesh und Mysore |
| Zweites Geschoss |                                                                                    |
| Bühnenbilder, Puppen und Bühnenmaschinen von:                                                                              |                                                                                    |
| „Foresta, radice, labirinto“ von Italo Calvino, Bühnenbild von Renato Guttuso, Richtung von Roberto Andò;                  |                                                                                    |
| Macchina dell'amore e della morte von Tadeusz Kantor;                                                                      |                                                                                    |
| „Le bleu-blanc-rouge et le Noir“ von Massimo Schusters Arc-en-terre, Marionetten von Enrico Baj;                           |                                                                                    |
| Roncisvalle und Mahabharata von Massimo Schuster, Marionetten von Enrico Baj.                                              |                                                                                    |
| Yoke thay thabin, birmanische Marionetten                                                                                  |                                                                                    |
| Bunraku - Ningyō jōruri, japanische Marionetten                                                                            |                                                                                    |
| Rukada, Sri Lankas Marionetten                                                                                             |                                                                                    |
| Kathputli, Rajastans Marionetten                                                                                           |                                                                                    |
| Afrikanische Marionetten: Do, Marionetten aus Mali; Kebe kebe, Marionetten aus Congo; Gledé, Masken-Marionetten von Yoruba |                                                                                    |
| Temes nevinbur, Neue Hebridens Marionetten                                                                                 |                                                                                    |
| Mua roi nuoc, Wasserpuppen aus Vietnam                                                                                     |                                                                                    |
| Marionetten und traditionelle Hampelmann aus Nord Italien und andere europäische Länder                                    |                                                                                    |
| Musikalische Marionetten von Vittorio Podrecca                                                                             |                                                                                    |
| Hun krabok, Marionetten aus Thailandia                                                                                     |                                                                                    |
| Namsadang Nori - Kkoktu-gaksi Norum, Marionetten aus Corea                                                                 |                                                                                    |
| Wayang golek, Javanische Stabpuppen                                                                                        |                                                                                    |
| Puppen im Stil von Palermo, Catania und Napoli                                                                             |                                                                                    |
| Theatersaal |                                                                                    |

### Die Giuseppe Leggio Bibliothek und das Multimedia-Archiv
Dem Museum angegliedert ist die Bibliothek "Giuseppe Leggio", die elftausend Bände über Puppen, Marionetten und Volkstraditionen enthält. Besonders wertvoll sind die Sammlungen von Drehbüchern aus dem 19. und frühen 20. Jahrhundert, die den Puppenspielern Gaspare Canino und Natale Meli gehörten. Die Sammlungen bestehen auch aus ritterlichen Dispensationen, die Ende des 19. und Anfang des 20. Jahrhunderts veröffentlicht wurden, insbesondere die erste Ausgabe der Storia dei Paladini di Francia von Giusto Lodico, die noch immer die wichtigste Quelle für die Aufführung traditioneller Stücke ist. Andere Abschnitte sind den volkstümlichen Traditionen, der Kulturanthropologie, der Ethnographie, der Museographie, der Linguistik, der Didaktik, der sizilianischen Geschichte, dem Theater, der Kunst und der Literatur gewidmet. Im Jahr 2006 wurde die Bibliothek Teil des nationalen Bibliothekspols (SBN-Pol der Stadtbibliothek von Palermo).
Das Museum beherbergt auch ein umfangreiches Multimedia-Archiv. Die Fotothek bewahrt Fotos des Inventars und der Ausstellungen auf, die an den verschiedenen Standorten des Museums und innerhalb der einzelnen Standorte stattgefunden haben; Fotos von den Ausstellungen sowie von den verschiedenen Initiativen, die im Laufe der Jahre durchgeführt wurden, insbesondere von Studieninitiativen (Tagungen, Konferenzen, Seminare) und Ausstellungen in Italien und im Ausland. Die audiovisuelle Bibliothek bewahrt Tonbandaufnahmen von Aufführungen verschiedener Formen des Figurentheaters, Interviews und Konferenzen, die bis in die 1960er Jahre zurückreichen und bereits auf CDs übertragen wurden, sowie Tonkassetten, Videoaufnahmen und Materialien, die zum Teil im Auftrag der Staatlichen Archivbibliothek und in Zusammenarbeit mit dem Institut für die Geschichte der Volkstraditionen der Universität Palermo gesammelt wurden. Diese Materialien wurden digitalisiert oder werden derzeit digitalisiert und können auf Anfrage eingesehen werden. Die multimedialen Archive werden dank der unablässigen Dokumentationsarbeit der Vereinigung regelmäßig erweitert.

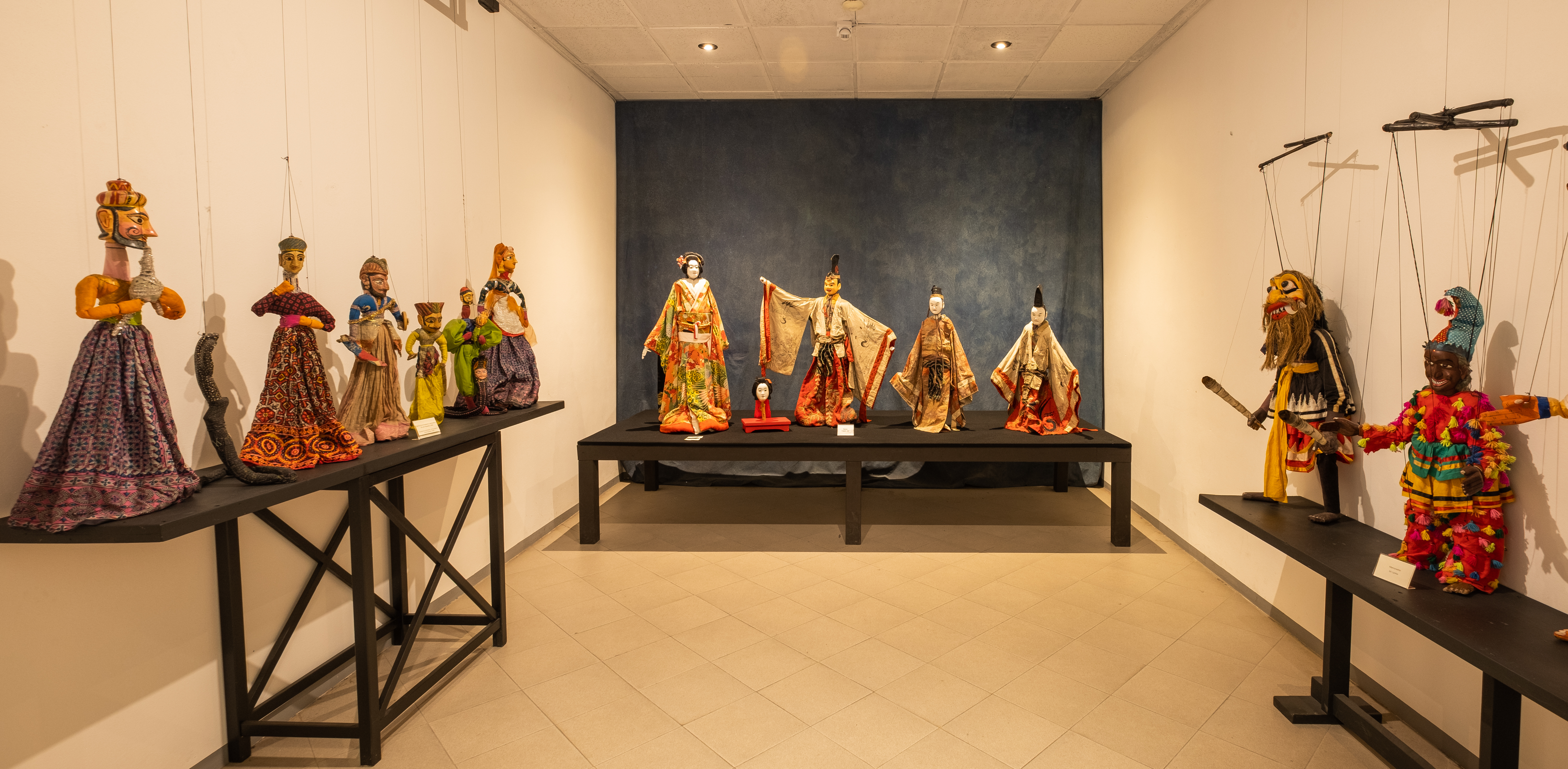
Museo internazionale delle marionette Antonio Pasqualino, Saal der orientalischen Schattenpuppen
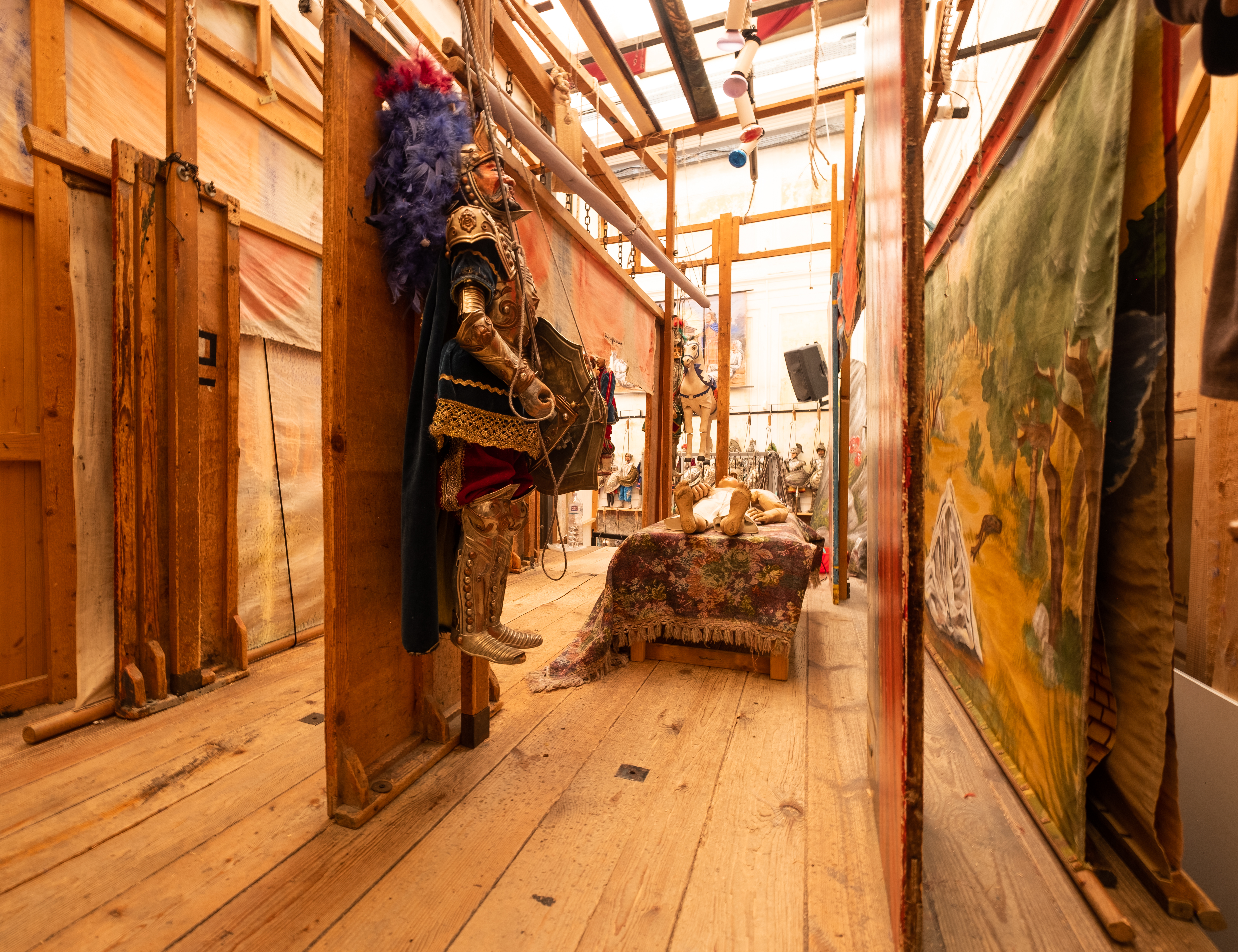
Hinterbühne eines Theaters der Opera dei Pupi im Stil von Palermo, Museo internazionale delle marionette Antonio Pasqualino, Saal der italienischen Marionetten
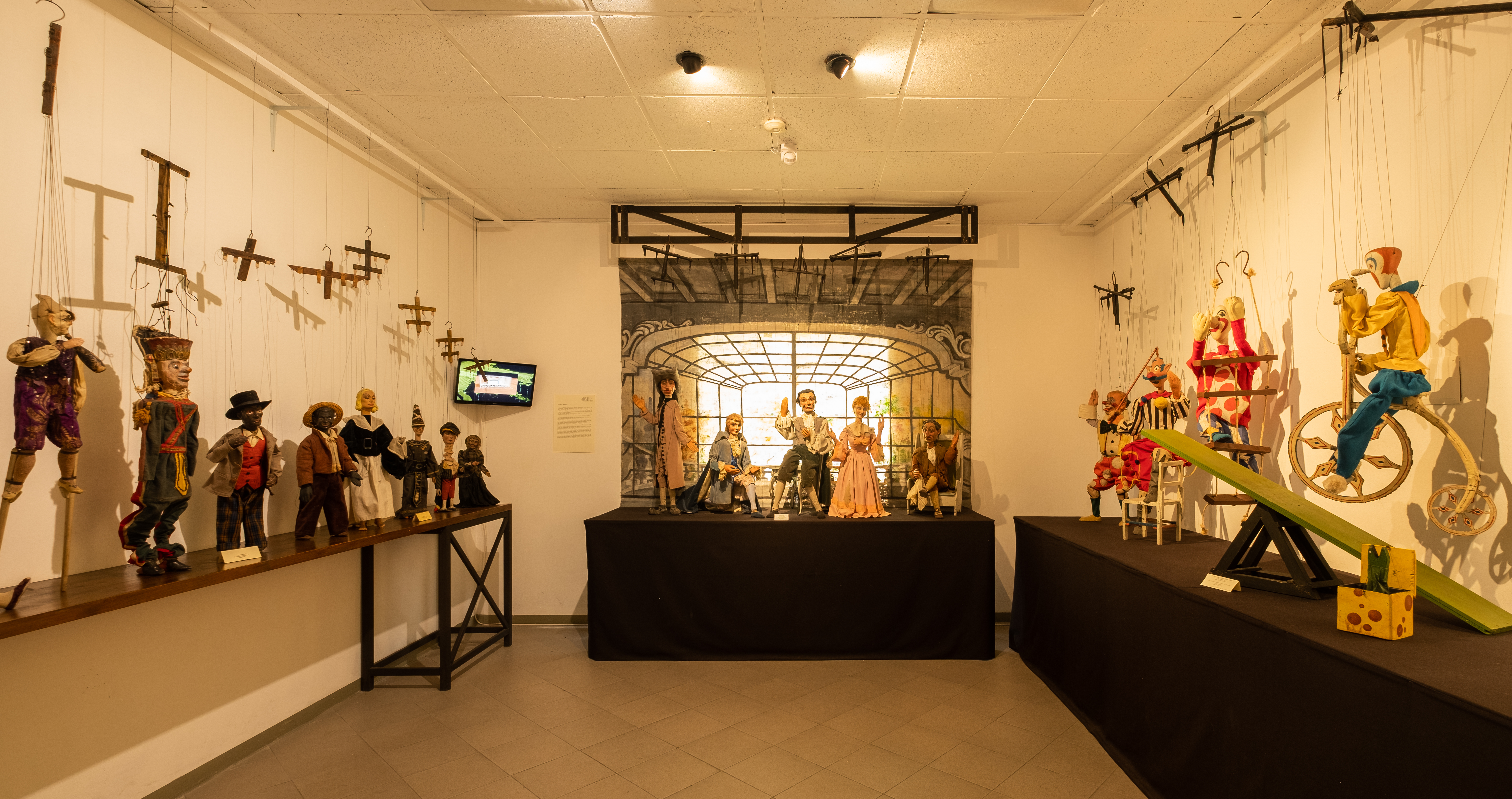
Museo internazionale delle marionette Antonio Pasqualino, Saal der italienischen Marionetten
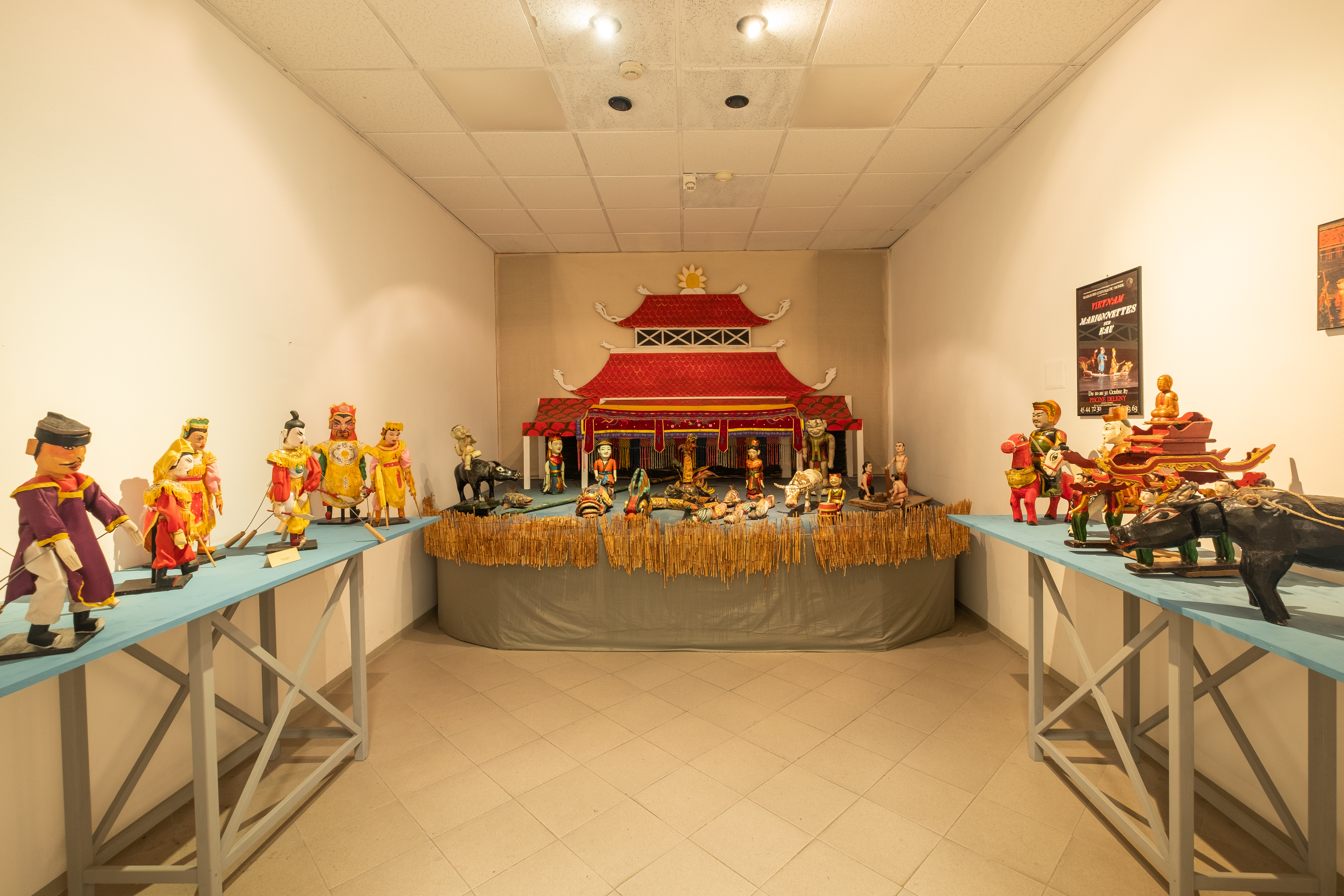
Museo internazionale delle marionette Antonio Pasqualino, Saal der orientalischen Marionetten: Wasserpuppen und Marotten aus Vietnam
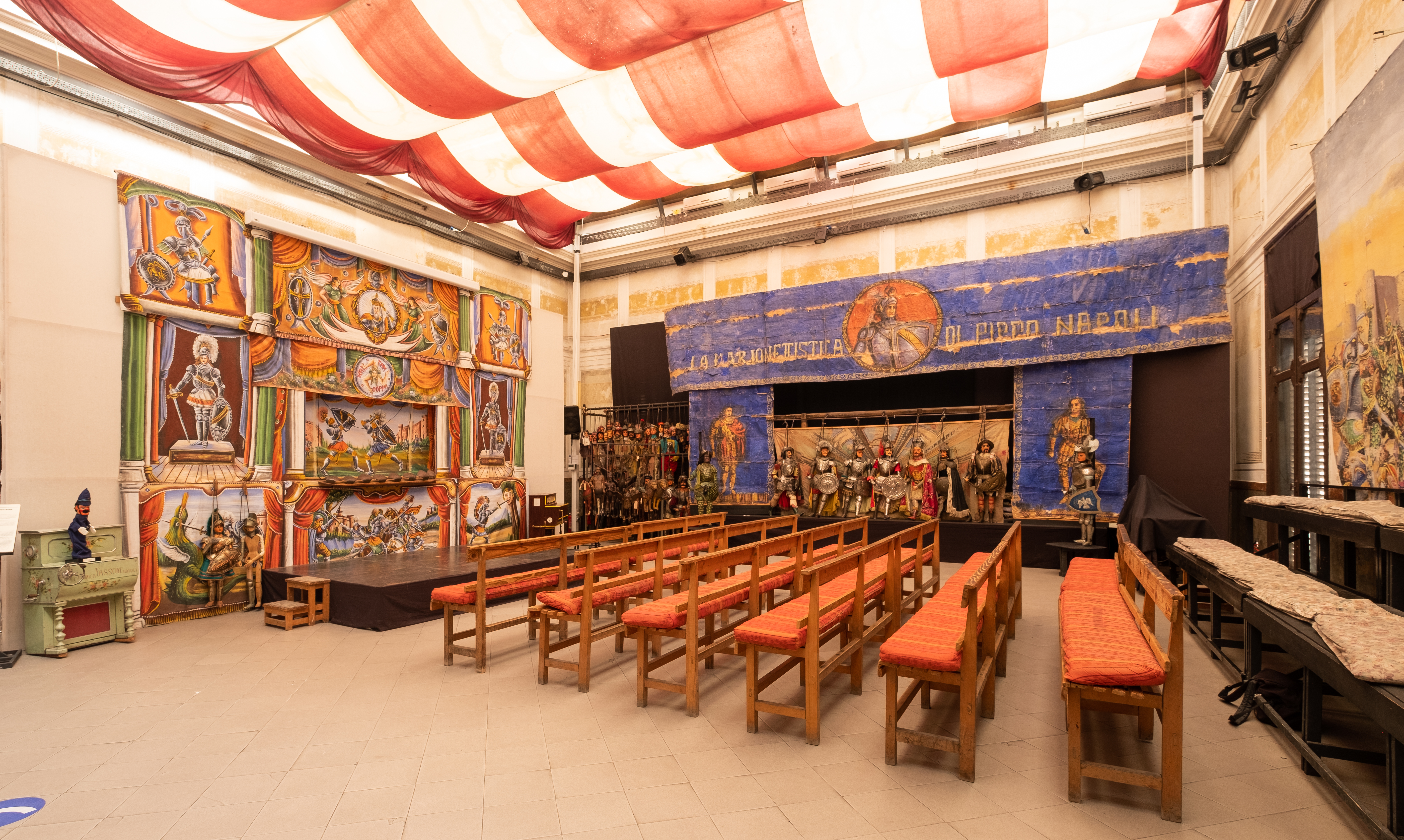
Museo internazionale delle marionette Antonio Pasqualino, Theater
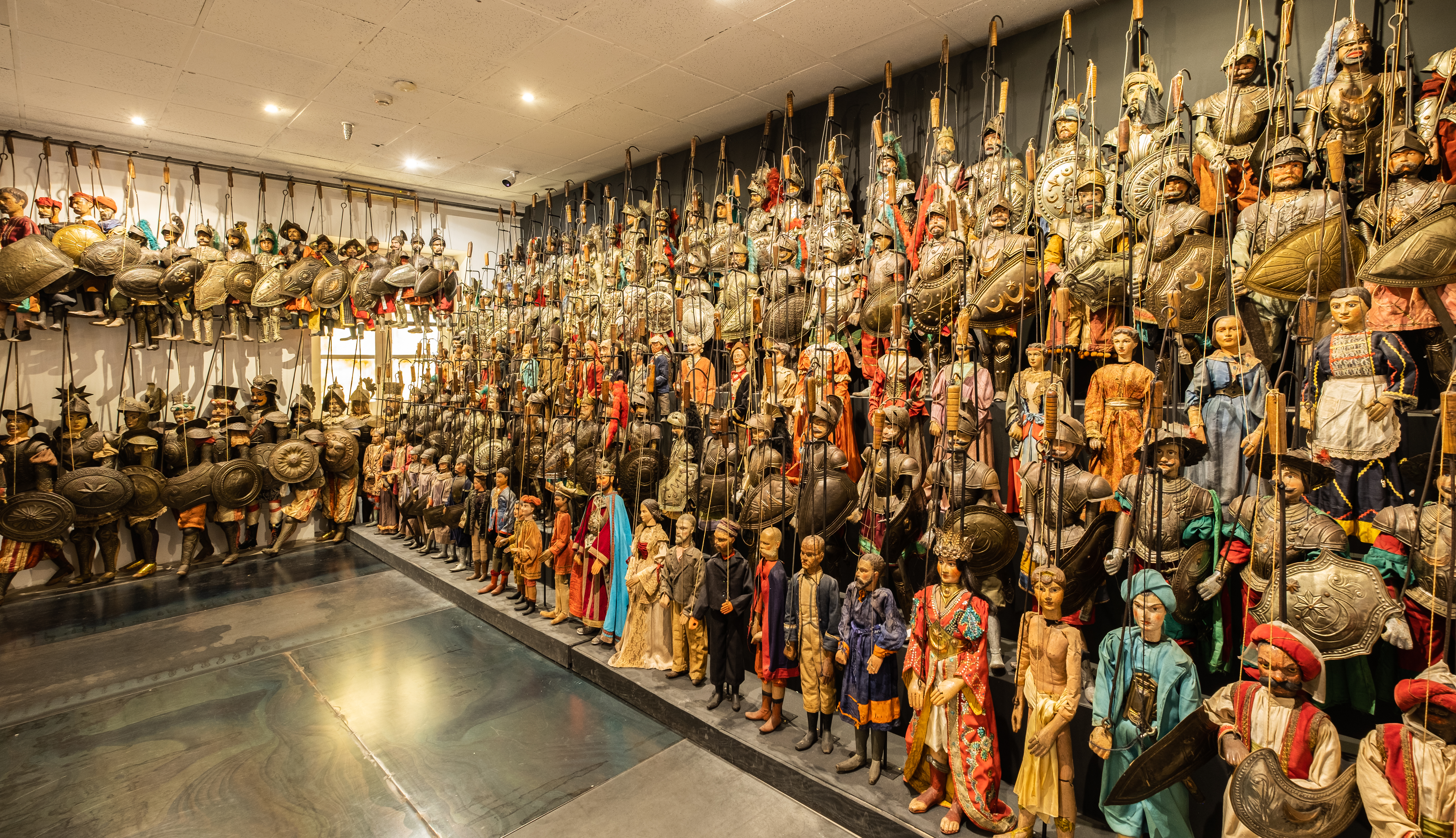
Museo internazionale delle marionette Antonio Pasqualino, Saal Opera dei Pupi
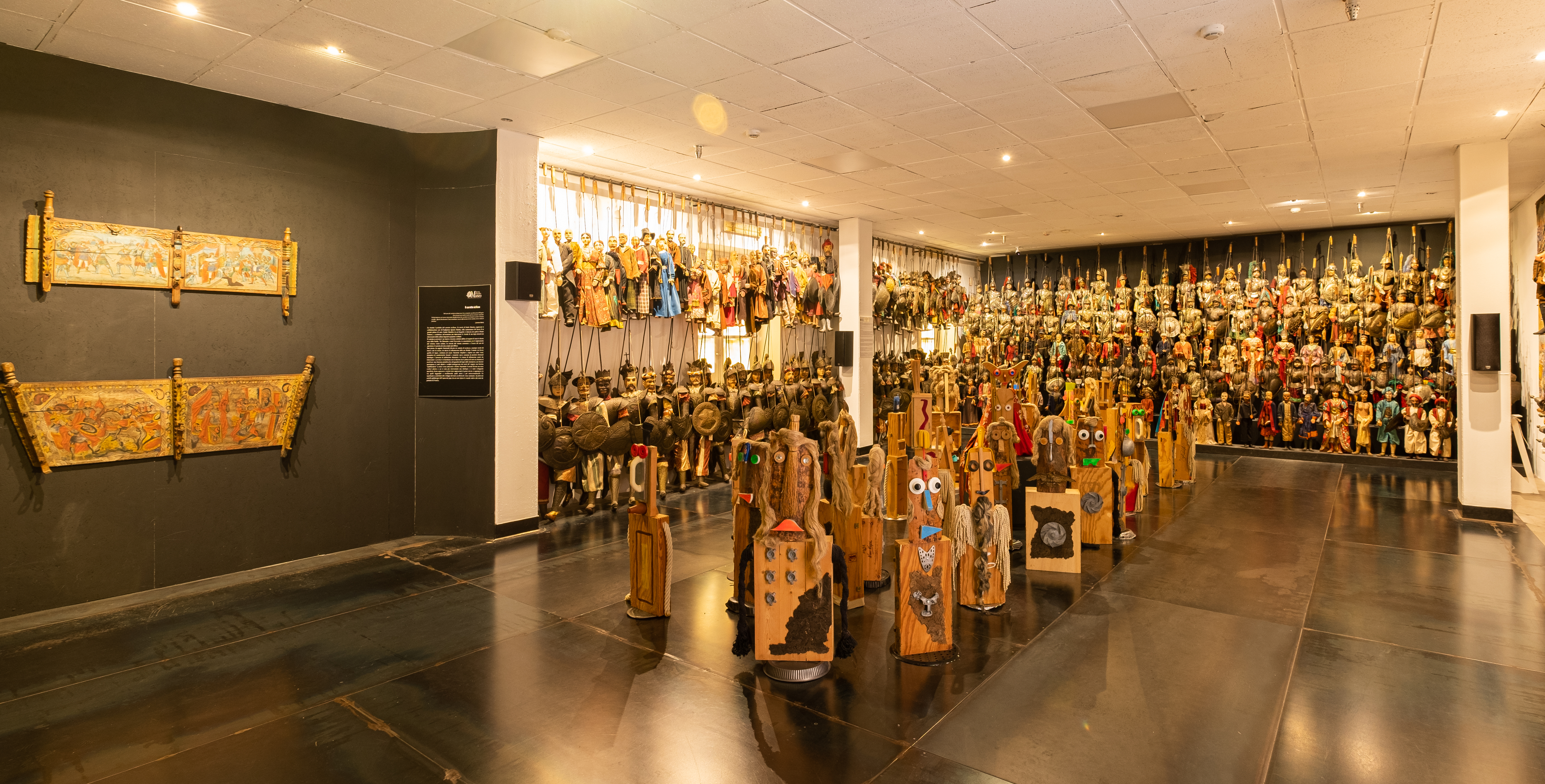
Museo internazionale delle marionette Antonio Pasqualino, Saal Opera dei Pupi
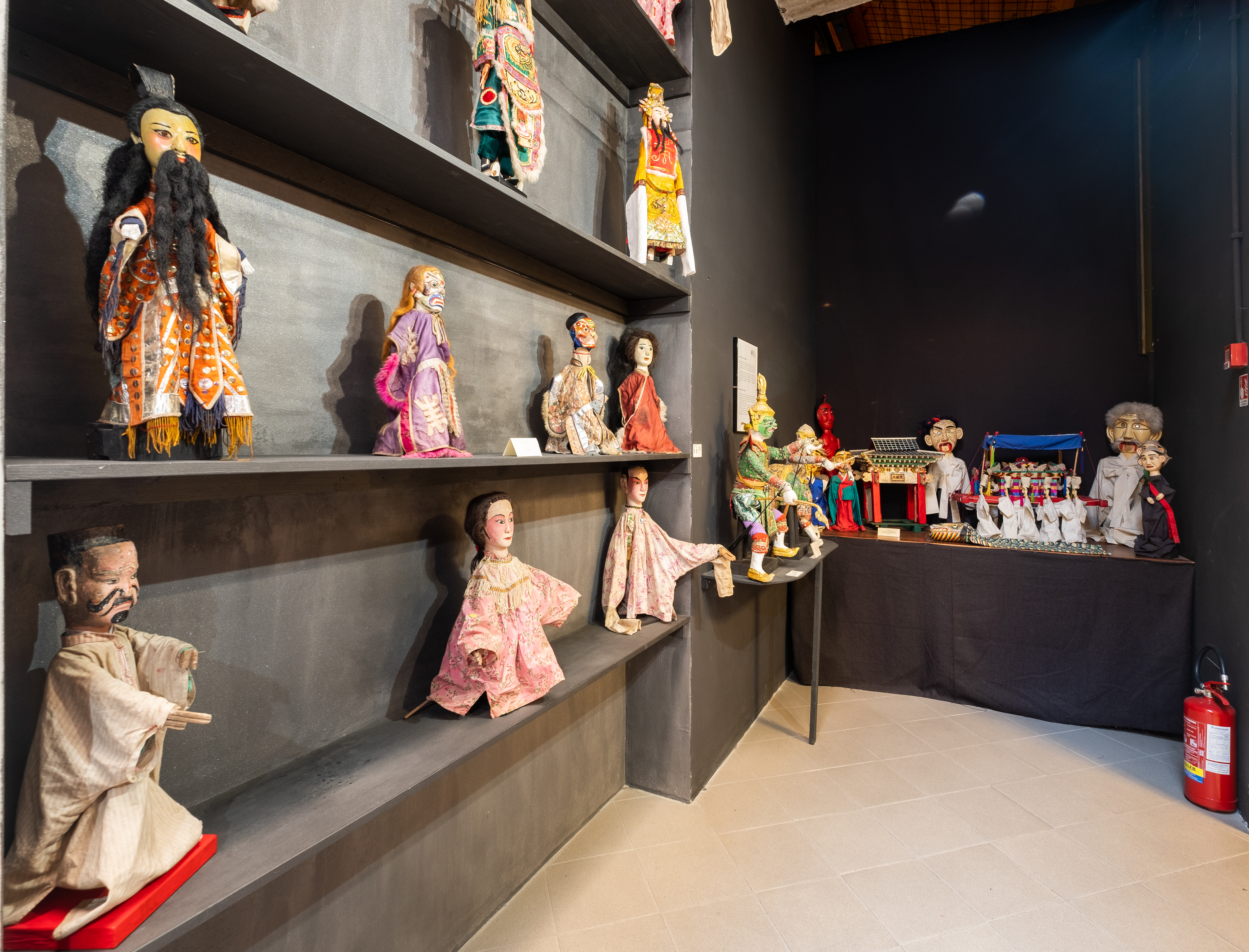
Museo internazionale delle marionette Antonio Pasqualino, Saal der orientalischen Marionetten: Marotten und Handpuppen aus China, Thailand und Korea (Koktu Kaksi)
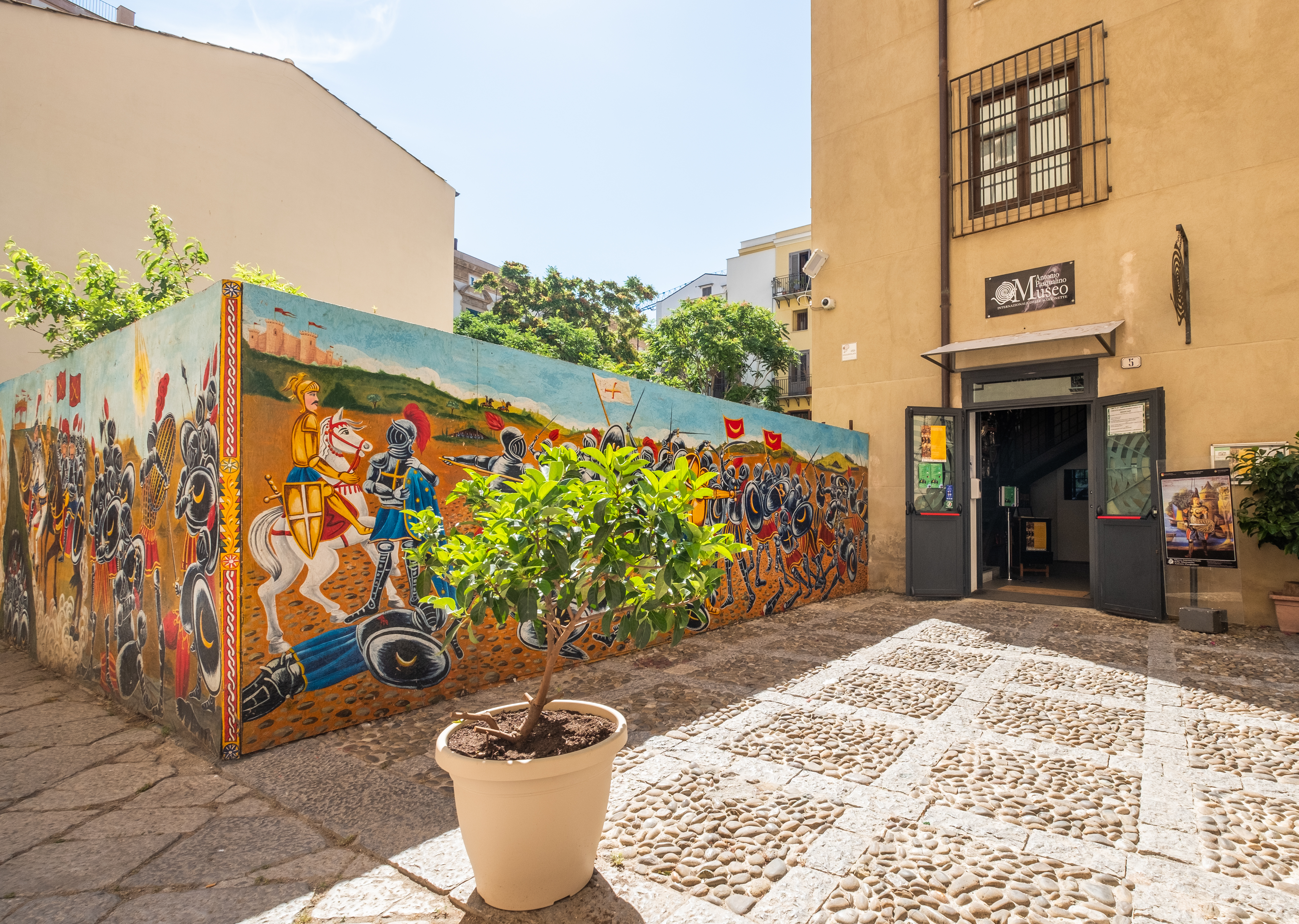
Museo internazionale delle marionette Antonio Pasqualino, Eingang
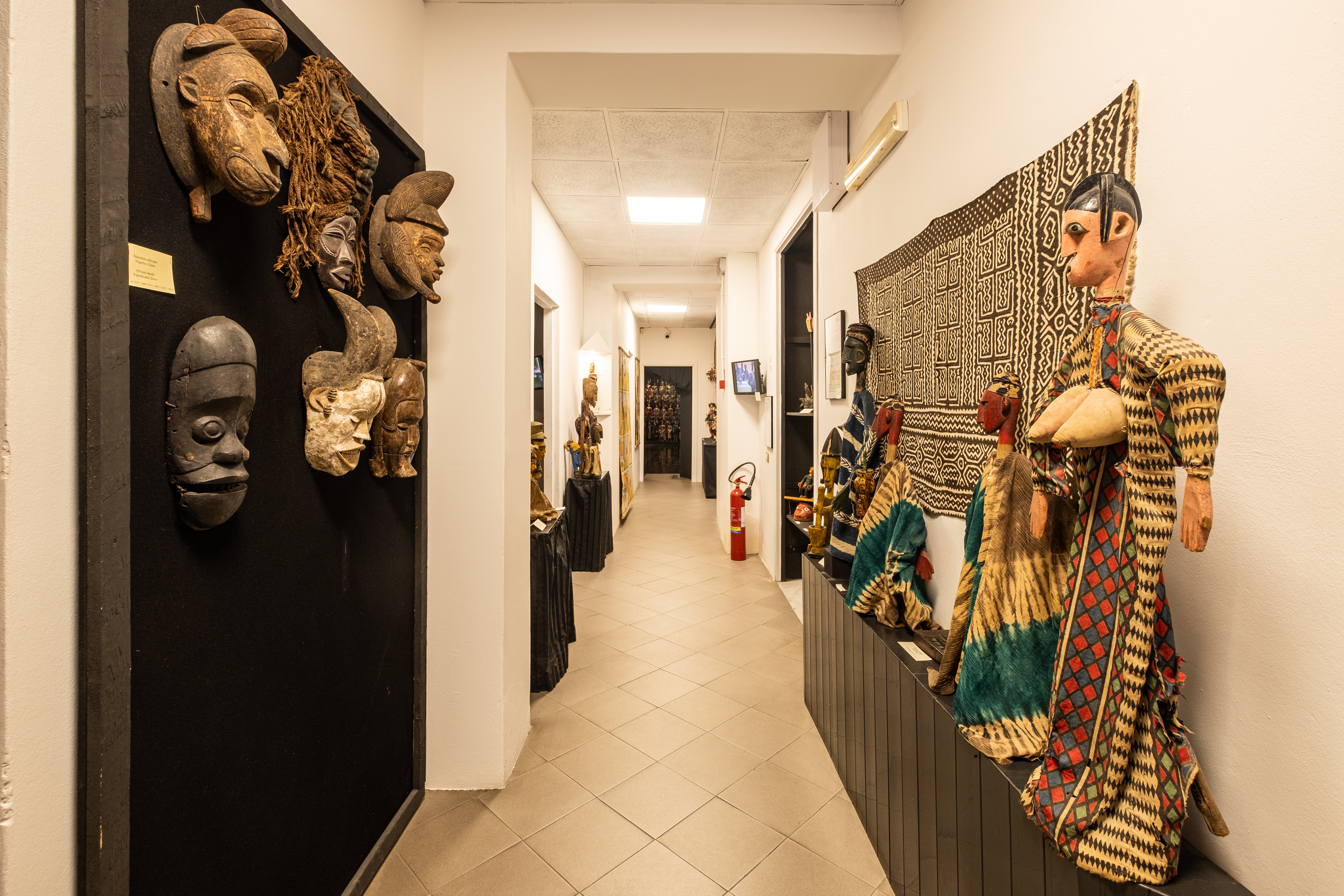
Museo internazionale delle marionette Antonio Pasqualino, Saal für afrikanische Marionetten
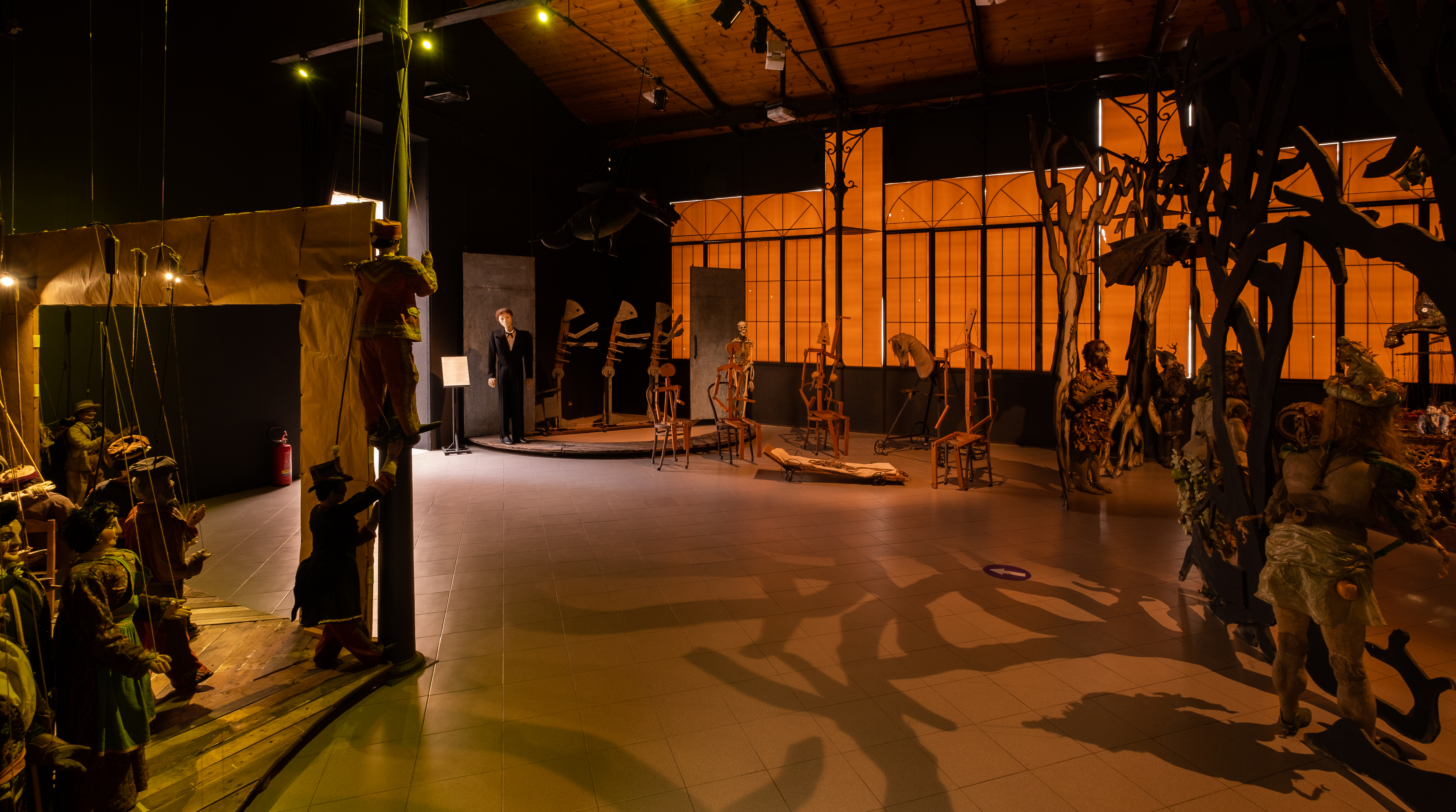
Museo internazionale delle marionette Antonio Pasqualino, Wintergarten
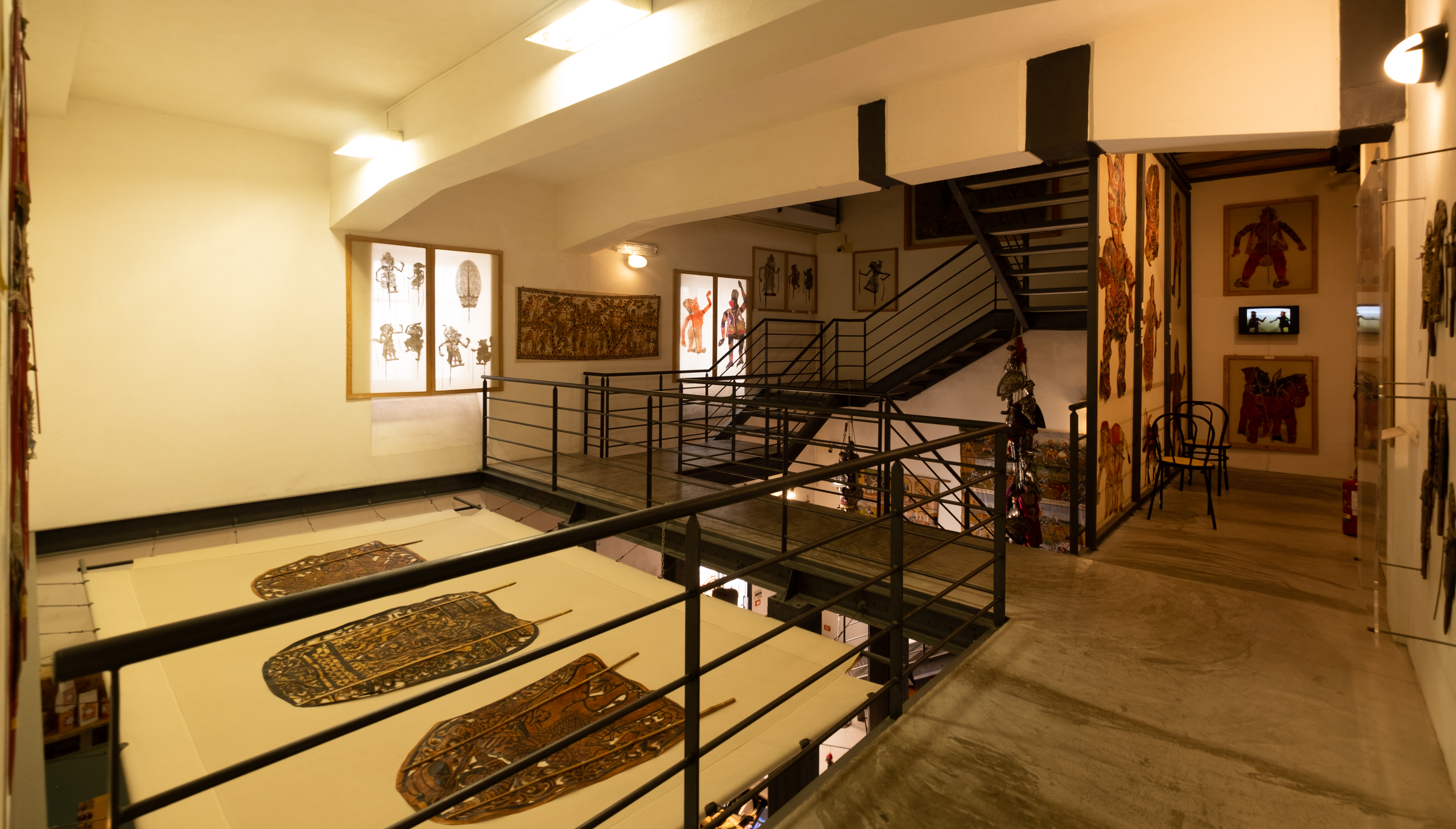
Museo internazionale delle marionette Antonio Pasqualino, Wintergarten
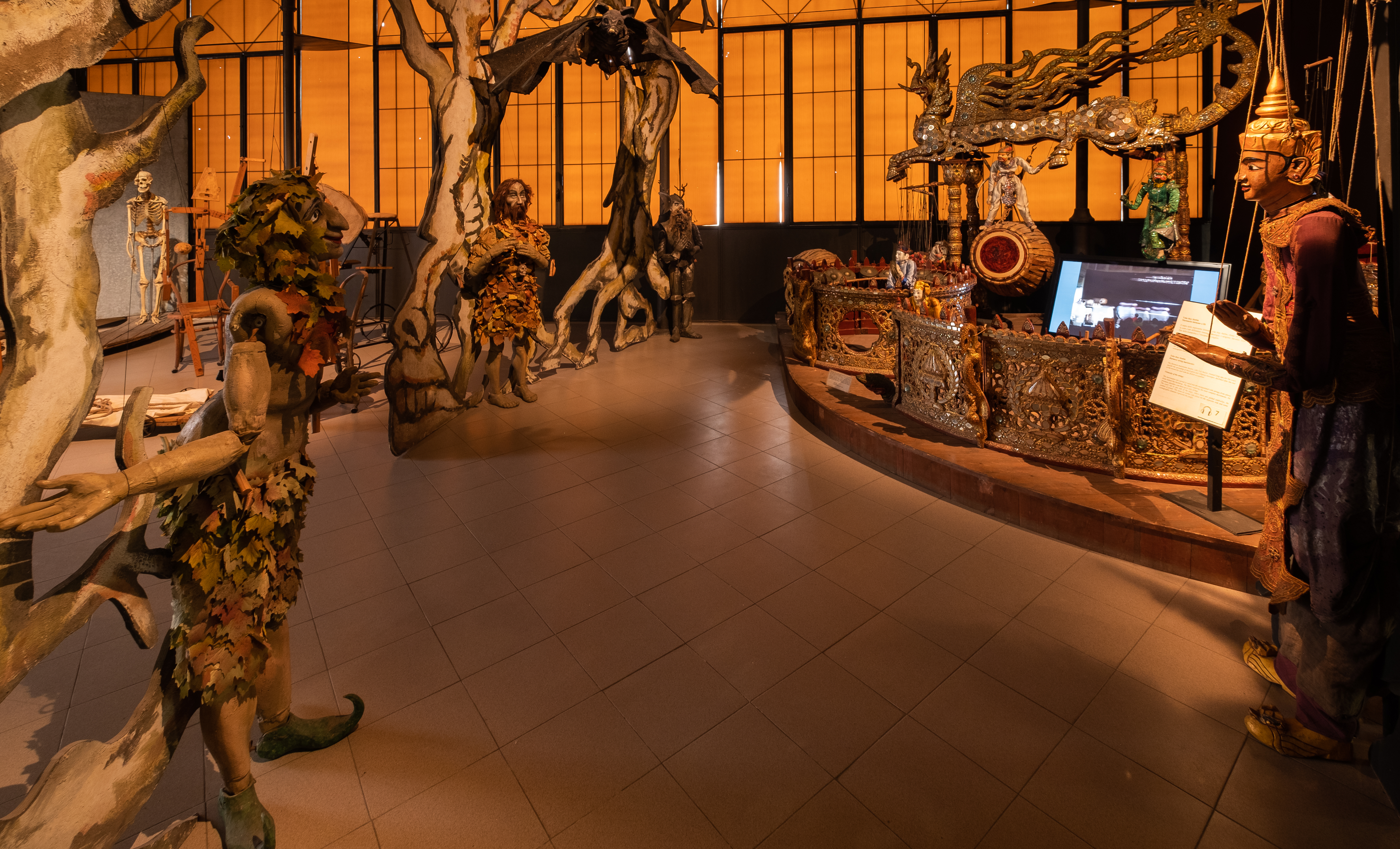
Museo internazionale delle marionette Antonio Pasqualino, Wintergarten
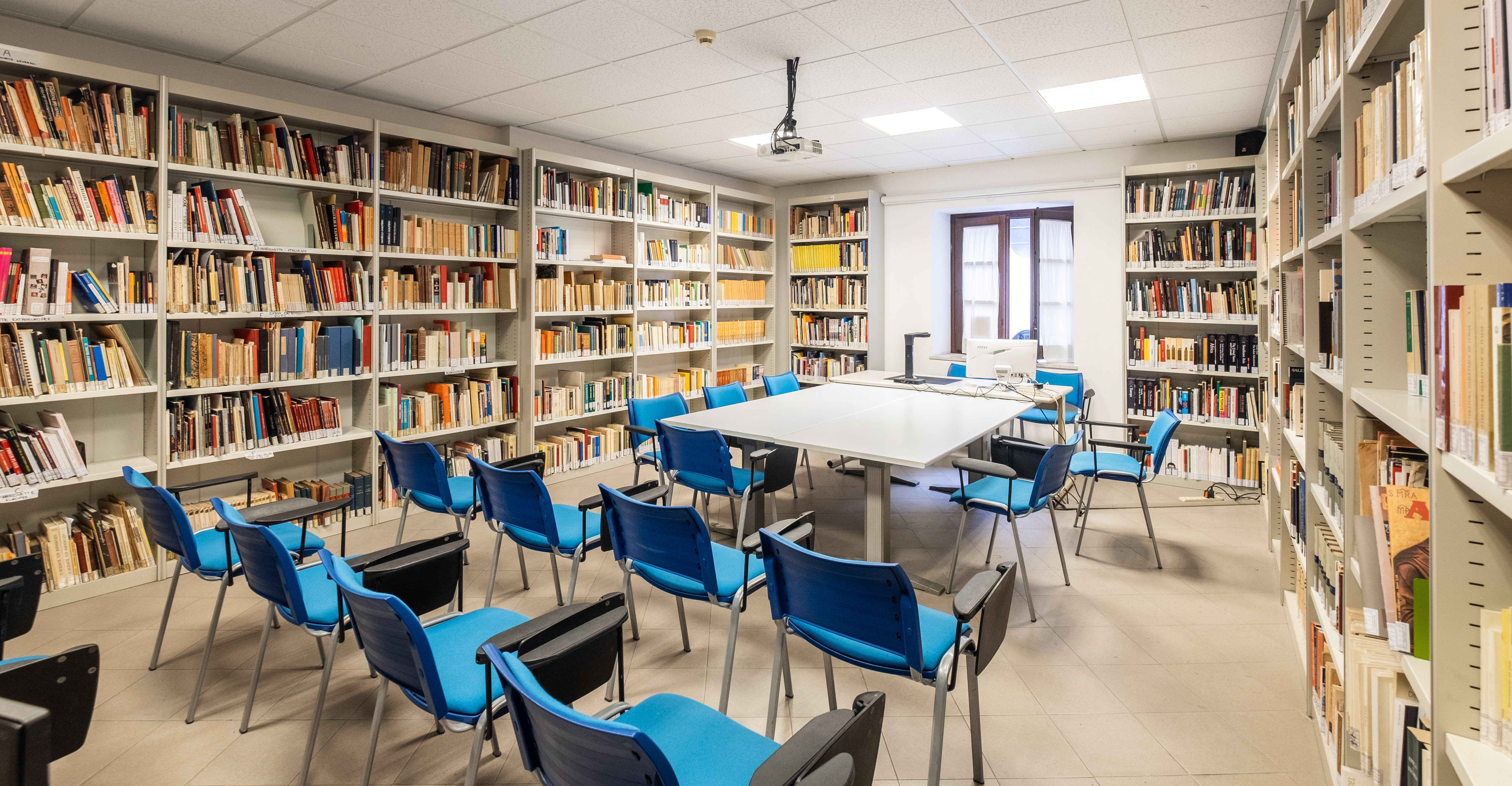
Lesesaal der Bibliothek "Giuseppe Leggio" - Museo internazionale delle marionette Antonio Pasqualino

## Bibliographie
- Roberto Andò, Janne Vibaek: The International Museum of Marionettes Antonio Pasqualino, in Salvatore Palazzotto, Antonio Pasqualino, Janne Vibaek (Hrsg.): Historical Sicilian Marionettes. Associazione per la conservazione delle tradizioni popolari, Palermo 1997, S. 33–35 (englisch).
- Giuseppe Bonomo: L’ultima via del cavaliere. In: Ateneo palermitano. Mensile d’informazione dell’Università degli Studi di Palermo: Il Museo internazionale delle marionette Antonio Pasqualino. Nr. 10, Oktober 1995, S. 3 (italienisch).
- Maria Carcasio (Hrsg.): Miti figurati: catalogo della mostra sul restauro-pilota di due cartelli dell’opera dei pupi di tipo catanese: Palermo, Palazzo Steri, 29 dicembre 1997-31 gennaio 1998. Regione siciliana, Assessorato dei beni culturali ed ambientali e della pubblica istruzione (italienisch).
- Clemente Pietro, "Il Museo internazionale delle Marionette di Palermo" in, Pietro Clemente: Il terzo principio della museografia: antropologia, contadini, musei. Carocci, Rome 1999, S. 179–183 (italienisch).
- Umberto Eco: Museo e comunicazione, in Luca Basso Peressut: Il museo parla al pubblico 1989/1990 - Convegno. Bologna 19-20-21 ottobre 1989. Editoriale Test, Rome 1990, S. 25–32 (italienisch).
- Gagliardo, Matilde; Milo, Francesco eds. (2002), documentary film The Childhood of Roland. Antonio Pasqualino and the Opera dei pupi (in itlian, subtitled in English), Associazione per la conservazione delle trazioni popolari, Palermo.
- Selima Giuliano, Orietta Sorgi, Janne Vibaek (Hrsg.): Sul filo del racconto. Gaspare Canino e Natale Meli nelle collezioni del Museo internazionale delle marionette Antonio Pasqualino, Regione Siciliana. CRicd (Centro Regionale per l'inventario, la catalogazione e la documentazione), 2011, ISBN 978-88-904949-5-6.
- Antonio Pasqualino: L'Opera dei pupi. Sellerio, Palermo 1977 (italienisch).
- Pasqualino Antonio: The International Museum of Marionettes, in Antonio Pasqualino: The Opera dei Pupi. Associazione per la conservazione delle tradizioni popolari, Palermo 2003, S. 41–45 (englisch).
- Claudio Paterna: ll Museo delle marionette di Palermo. Una palestra per l'educazione permanente,. In: Ciao Sicilia. Nr. 4, April 1991, S. 66–68 (italienisch).
- Francesca Patanè: Il Museo internazionale delle marionette. Una storica eredità. In: Ateneo palermitano. Mensile d’informazione dell’Università degli Studi di Palermo: Il Museo internazionale delle marionette Antonio Pasqualino. Nr. 10, S. 4–5 (italienisch).
- Rosario Perricone (Hrsg.): L’Epos appeso a un filo. Edizioni Museo Pasqualino, Palermo 2004, ISBN 978-88-97035-24-4 (italienisch).
- Rosario Perricone: The Antonio Pasqualino International Puppet Museum. In: Sound Ethnographies, Year I, 2018. Nr. 1, S. 213–223 (italienisch, englisch, soundethnographies.it).
- Rosario Perricone: Pasqualino contemporaneo. In: Antropologia Museale. Etnografie del contemporaneo IV: artification at large. Nr. 40–42, S. 115–120.
- Rosario Perricone: Il Museo Pasqualino. Museo Internazionale delle marionette, in Rosario Perricone (Hrsg.): La cultura tradizionale in Sicilia: forme, generi, valori. Associazione per la conservazione delle tradizioni popolari., Palermo 2018, S. 311–315 (italienisch).
- Rosario Perricone: Il museo della performance, Rosario Perricone (Hrsg.): XXXII Festival di Morgana. Rassegna di pratiche teatrali tradizionali – Asian theatrical masterpieces. Associazione per la conservazione delle tradizioni popolari, Palermo, S. 7–11 (italienisch).
- Rosario Perricone (Hrsg.): Plan of Measures for the Safeguaridng of the Opera dei Pupi, Sicilian Puppets Theatre. Edizioni Museo Pasqualino, Palermo 2021, ISBN 979-1-28066410-5 (italienisch, englisch, französisch, operadeipupi.it [PDF]).
- Janne Vibaek: Foreword, in Antonio Pasqualino: The Opera dei Pupi. Associazione per la conservazione delle tradizioni popolari, Palermo 2003 (englisch). pp. 7–11.
- Janne Vibaek: Museo internazionale delle marionette Antonio Pasqualino. In: Boccascena, Quaderno semestrale. Spunti e materiali per il teatro di figura. Nr. 5. Milan, S. 22–25 (italienisch).
- Janne Vibaek: Guida del Museo internazionale delle marionette Antonio Pasqualino,. Associazione per la conservazione delle tradizioni popolari, Palermo 1995 (italienisch, englisch, französisch).
- Janne Vibaek: L'opera dei pupi e il Museo internazionale delle marionette, in Maria Carcasio (Hrsg.): Miti figurati: catalogo della mostra sul restauro-pilota di due cartelli dell’opera dei pupi di tipo catanese: Palermo, Palazzo Steri, 29 dicembre 1997-31 gennaio 1998. Regione siciliana, Assessorato dei beni culturali ed ambientali e della pubblica istruzione, S. 22–25 (italienisch).
- Janne Vibaek: Il sogno di Antonio Pasqualino. Il Museo Internazionale delle Marionette. In: Il Pitrè. Quaderni del Museo Etnografico Siciliano, Year III - April-June 2002. Nr. 9, S. 35–40.